# Luis Fernández de Córdoba Portocarrero
Luis Fernández de Córdoba Portocarrero (Córdoba, febrero de 1555-Sevilla, 26 de junio de 1625) fue un religioso y arzobispo español.

## Biografía
Hijo de Antonio Fernández de Córdoba y Benavides y de Beatriz de Mendoza, familia noble con grandeza de España. Con once años comenzó sus estudios en Salamanca, en cuya Universidad se graduó en Derecho Civil y Canónico. Marchó después a Roma.
En 1603, fue nombrado Obispo de Salamanca; recibió la consagración el 9 de febrero de 1603 en Valladolid, estando presente el propio rey Felipe III. Y, también el rey le encargó junto con los Condes de Orgaz, presidir la ceremonia de enterramiento de la Infanta Doña María, fallecida pocos días después, el 26 de febrero, en el Monasterio de San Lorenzo de El Escorial.
En 1615, el papa Paulo V le nombró obispo de Málaga, donde, en 1621 una escuadra extranjera amenazaba la ciudad y el puerto; el Ayuntamiento decidió levantar unos muros de defensa en el muelle, pero había poca mano de obra para hacerlo pronto, y, se acercó un sacerdote, que, tomando una azada se puso a trabajar en la obra, su ejemplo fue seguido por todos, pobres y ricos, nobles y plebeyos, clérigos y laicos, pues el sacerdote era el obispo D. Luis. Y en 1622, hizo construir un torreón de defensa que se llamó Torre del Obispo, usando parte de la piedra destinada a la edificación de la Catedral.
En 1622 es promovido para la Archidiócesis de Santiago de Compostela y en 1624 pasó a ser Arzobispo de Sevilla. Y en Sevilla falleció el 26 de junio de 1625.